# フェデリコ・シェリフォ
フェデリコ・シェリフォ（Federico Sceriffo、1982年5月14日- ）は、イタリア・ミラノ出身のレーシングドライバー。日本では、熊久保信重ら率いるチームオレンジからD1グランプリに参戦していた。

## 来歴
2004年にイタリアでレーシングドライバーとしてのキャリアをスタートさせ、四輪駆動のスバル・インプレッサを後輪駆動化したマシンでドリフトを始める。2006年からはイタリアのSolo Curve di Traversoが同国内で主催するSUPER DRIFT PROFESSIONAL CHALLENGEに参戦した。
2008年に来日し、エビスサーキットで熊久保らチームオレンジのメンバーとともにドリフトのトレーニングを重ねる。翌2009年からD1グランプリにチームオレンジよりインプレッサ（GDB）で参戦。初めてのD1となったエキシビジョンラウンドのお台場で予選を16位で通過し、追走進出を果たした。
2010年にエビスサーキットで行われたワールド・ドリフト・サミット・カンファレンス（WSDC）では見事優勝を果たした。
2011年のD1第6戦エビスで、シリーズ戦で初めて予選を突破。
2012年、TOKYO DRIFT IN ODAIBAエキシビジョンマッチ（外人最強決定戦）優勝。
2016年にはD1ストリートリーガルの第2戦エビスにシルビア（S14）でスポット参戦した。
現在は活動の中心をアメリカに移しており、2018年からフォーミュラ・ドリフトにフェラーリ・599GTBフィオラノで参戦している。

## 出演
- YOUは何しに日本へ?（2013年7月1日、テレビ東京）
  - 密着取材され、2013D1GP第1戦（2013年4月、大阪府・舞洲スポーツアイランド特設コース）の予選の模様を放映。結果は、予選敗退[7]。